# Büngern
Büngern ist ein Stadtteil von Rhede im Kreis Borken in Nordrhein-Westfalen. Bis 1968 war Büngern eine eigenständige Gemeinde.

## Geographie
Büngern ist eine landwirtschaftlich geprägte Streusiedlung ohne einen verdichteten Dorfkern und umfasst den südwestlichen Teil des Gebiets der Stadt Rhede.

## Geschichte
Büngern war ursprünglich eine westfälische Bauerschaft, die sich südwestlich des Kirchorts Rhede erstreckte. Die erste urkundliche Erwähnung stammt aus dem Jahr 1050. Seit dem 19. Jahrhundert bildete Büngern eine Landgemeinde im Amt Rhede des Kreises Borken. Am 1. August 1968 wurde Büngern mit den übrigen Gemeinden des Amtes Rhede zu einer neuen Gemeinde Rhede zusammengeschlossen, die 1975 das Stadtrecht erhielt.

## Einwohnerentwicklung
| Jahr | Einwohner | Quelle |
| ---- | --------- | ------ |
| 1858 | 308       | [ 5 ]  |
| 1871 | 321       | [ 6 ]  |
| 1885 | 322       | [ 7 ]  |
| 1910 | 339       | [ 8 ]  |
| 1925 | 356       | [ 9 ]  |
| 1939 | 332       | [ 9 ]  |
| 1950 | 425       | [ 10 ] |
| 1968 | 359       | [ 10 ] |

## Baudenkmäler
Das Backsteinbauernhaus des Hofs Essingholt steht unter Denkmalschutz.

## Kultur
Ein Träger des lokalen Brauchtums ist die Sankt Hubertus Schützengilde Büngern.

## Unternehmen
Die Werkstatt für Menschen mit Behinderungen Büngern-Technik hat ihren Sitz in Büngern. Bekannt ist sie für Holzspielzeug, das unter dem Markennamen fagus vertrieben wird.